# Хорьковка

Хорьковка — река в Тверской области России.
Протекает по территории Удомельского района в южном направлении. Устье реки находится в 6,8 км по левому берегу реки Гусинки. Длина реки — 10 км.

## Данные водного реестра
По данным государственного водного реестра России относится к Верхневолжскому бассейновому округу, водохозяйственный участок реки — Молога от истока и до устья, речной подбассейн реки — Реки бассейна Рыбинского водохранилища. Речной бассейн реки — (Верхняя) Волга до Куйбышевского водохранилища (без бассейна Оки).
По данным геоинформационной системы водохозяйственного районирования территории РФ, подготовленной Федеральным агентством водных ресурсов:
- Код водного объекта в государственном водном реестре — 08010200112110000005965
- Код по гидрологической изученности (ГИ) — 110000596
- Код бассейна — 08.01.02.001
- Номер тома по ГИ — 10
- Выпуск по ГИ — 0